# 甜爱禁恋
《甜爱禁恋》（羅馬化：Wan Rak Tong Ham）是一部由Thong Entertainment制作，芘拉妮·巩泰（Matt）、巴尼坦·布特考（Mike）主演的泰国爱情剧。剧情改编自Tasanee Klaigun的小说《满满的爱》，2024年10月7日起通过泰国第3电视台播出。

## 演员阵容
- 芘拉妮·巩泰（英语：Peranee Kongthai）（Matt） 饰演 Phakamalin（Lin）
- 巴尼坦·布特考（Mike）饰演 Khatha
- 玛莎·华顿娜柏妮（Pim）饰演 Kate
- 多姆·海特拉库（英语：Dom Hetrakul）（Dom）饰演 Rangsan
- 瓦查拉·苏克丘姆（英语：Watchara Sukchum）（Jennie）饰演 Phonloet
- 纳塔莎·本普拉乔姆（Yoghurt）饰演 Gina
- 特里萨努·索拉农（Man）饰演 Andre
- 苏林永·阿伦瓦塔那坤（Deaw）饰演 Chan
- 莱恩·潘亚·麦池沙（Ryan）（客串）

## 制作
2015年，制作人缇蒂玛·桑卡皮塔（Mam）有意翻拍2006年播出的电视剧《满满的爱》。他邀请辛扎伊·本班尼（Nok）以及安妮·彤帕拉松（Anne）参演。但由于辛扎伊·本班尼参演的另外两部剧还未杀青，所以她请求制作人允许退出项目。有传安妮·彤帕拉松因角色形象大胆害怕影响自身形象而拒绝出演。后来，她澄清却找不到同龄的演员导致项目制作遇到瓶颈。
演员芘拉妮·巩泰透露此剧已于2024年2月关机。